# Phyllosticta sechii
Phyllosticta sechii är en svampart som beskrevs av E. Young 1915. Phyllosticta sechii ingår i släktet Phyllosticta och familjen Botryosphaeriaceae.   Inga underarter finns listade i Catalogue of Life.